# Brokvingesvala
Brokvingesvala (Hirundo leucosoma) är en fågel i familjen svalor inom ordningen tättingar.

## Utseende och läte
Brokvingesvalan är en liten svala med ljus undersida, stålblå ovansida och tydliga vita fläckar i vingen. Honan har kortare stjärt än hanen. Arten liknar hussvalan som kan ses i dess utbredningsområde mellan oktober och april, men denna har till skillnad från brokvingesvalan vit övergump och saknar vitt i vingen. Lätet är ett dämpat "chut".

## Utbredning och systematik
Fågeln förekommer på savannen i Västafrika (Senegal och Gambia till västligaste Kamerun). Den behandlas som monotypisk, det vill säga att den inte delas in i några underarter.

## Levnadssätt
Brokvingesvalan är en ovanlig stannfågel och delvis flyttfågel i skogslandskap och kustnära buskmaker samt utmed floder. Den födosöker lågt över öppna ytor i par eller med andra svalor.

## Status och hot
Arten har ett stort utbredningsområde och tros öka i antal. Internationella naturvårdsunionen IUCN listar den därför som livskraftig (LC).

## Bilder

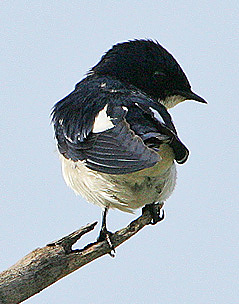
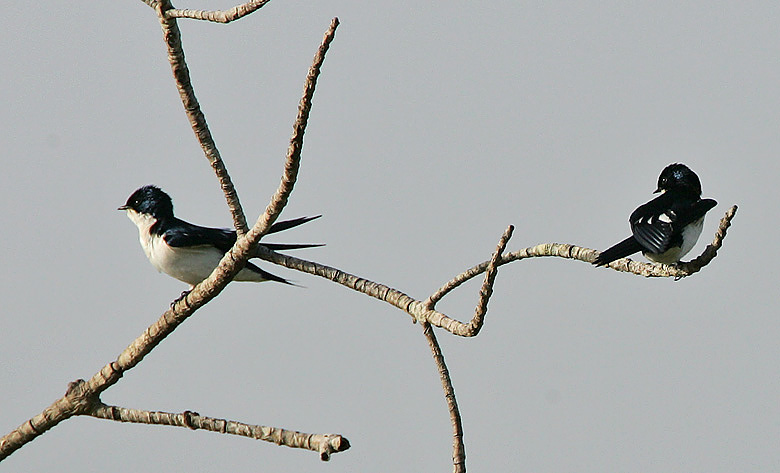